# Храсть-над-Горнадом
Храсть-над-Горнадом (словац. Chrasť nad Hornádom) — село в окрузі Спішска Нова Вес Кошицького краю Словаччини. Площа села 9,39 км². Станом на 31 грудня 2015 року в селі проживало 884 жителі.
Територію перетинають 3 потоки.

## Історія
Перші згадки про село датуються 1280 роком.

## Населення
| Рік:            | 1994. | 2004.    | 2014.    | 2024.   |
| --------------- | ----- | -------- | -------- | ------- |
| Кількість осіб: | 683   | 772      | 872      | 928     |
| Різниця:        |       | +13,03 % | +12,95 % | +6,42 % |

| Рік:            | 2023. | 2024. |
| --------------- | ----- | ----- |
| Кількість осіб: | 928   | 928   |
| Різниця:        |       | +0 %  |